# Melicope albiflora
Melicope albiflora är en vinruteväxtart som först beskrevs av Karl Rechinger, och fick sitt nu gällande namn av Thomas Gordon Hartley. Melicope albiflora ingår i släktet Melicope och familjen vinruteväxter. Inga underarter finns listade i Catalogue of Life.